# Economia da Espanha
Depois de quase 15 anos de crescimento do PIB acima da média da UE, a economia começou a desacelerar no final de 2007 e entrou em recessão no final de 2008. A Crise econômica de 2008 teve um enorme impacto sobre o país. O PIB contraiu-se 3,7% em 2009, teve pequenos crescimentos de 0,3% em 2010 e 0,4% em 2011 para novamente sofrer uma retração de 1,3% em 2012. A economia novamente entrou em recessão pois a desvantagem do setor privado, a consolidação orçamentária e o desemprego continuamente alto comprimem a demanda doméstica e o investimento, mesmo com as exportações mostrando sinais de resiliência. O desemprego aumentou de 8% em 2007 para 26% em 2012.O país desde 2014 recuperou suas exportações e a taxa de desemprego, mas ainda alta, é gradualmente reduzido. Seus investimentos pioneiros a década de 1990 na América Latina, Ásia (especialmente China e Índia) e África têm sustentado crescimento.

## Setor primário

### Agricultura
A Espanha produziu, em 2018:

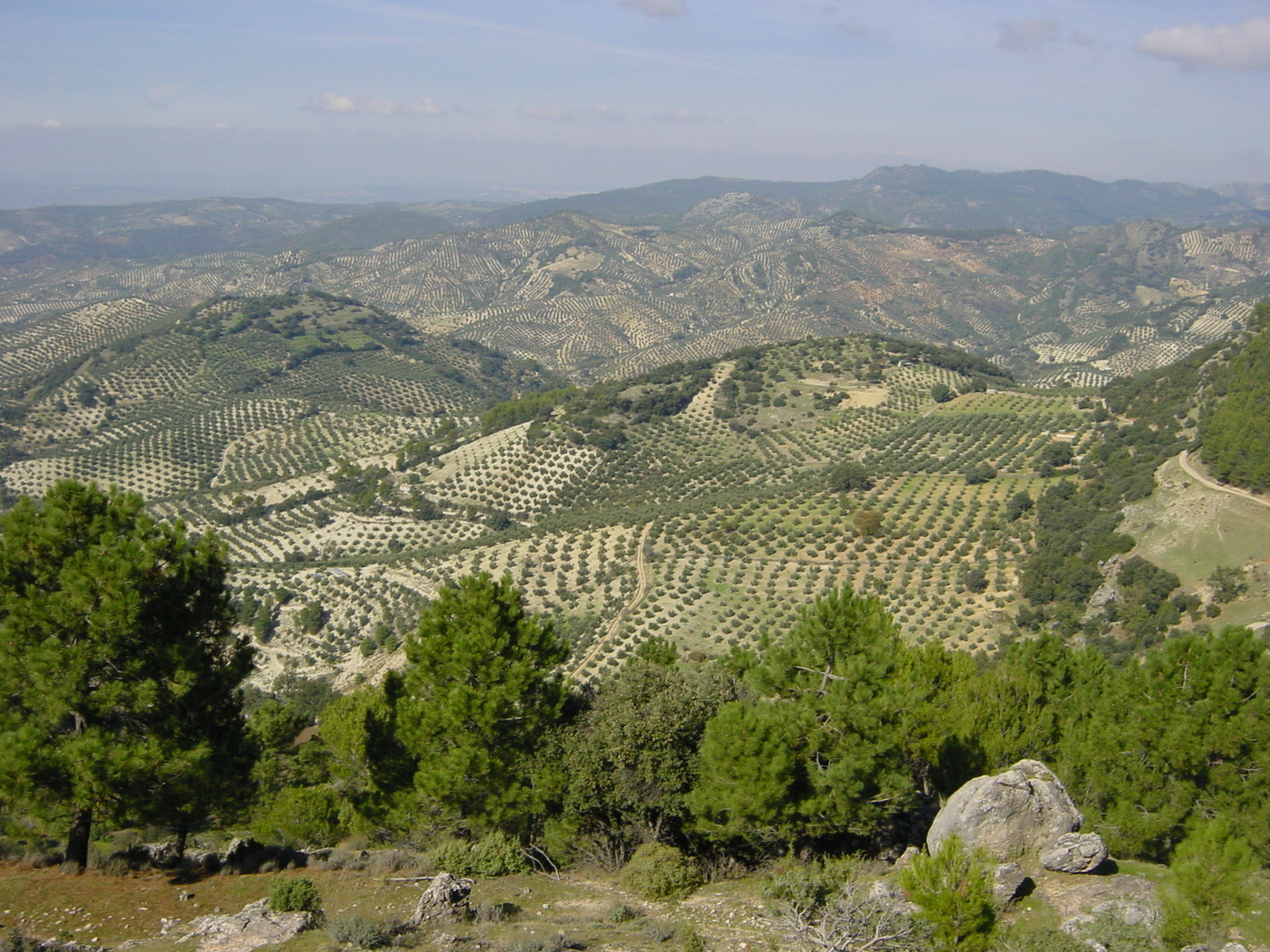
Cultivo de azeitonas na Espanha

- 9,8 milhões de toneladas de azeitona (maior produtor do mundo);
- 9,1 milhões de toneladas de cevada (5º maior produtor do mundo);
- 7,9 milhões de toneladas de trigo (19º maior produtor do mundo);
- 6,6 milhões de toneladas de uva (4º maior produtor do mundo, somente atrás de China, Itália e EUA);
- 4,7 milhões de toneladas de tomate (8º maior produtor do mundo);
- 3,8 milhões de toneladas de milho;
- 3,6 milhão de toneladas de laranja (6º maior produtor do mundo);
- 2,8 milhões de toneladas de beterraba, que serve para produzir açúcar e etanol;
- 2 milhões de toneladas de batata;
- 1,9 milhões de toneladas de tangerina (2º maior produtor do mundo, somente atrás da China);
- 1,4 milhão de toneladas de aveia (3º maior produtor do mundo, somente atrás de Rússia e Canadá);
- 1,2 milhão de toneladas de cebola (17º maior produtor do mundo);
- 1,2 milhão de toneladas de pimenta chili (5º maior produtor do mundo);
- 1,1 milhão de toneladas de melancia (14º maior produtor do mundo);
- 1 milhão de toneladas de limão (7º maior produtor do mundo);
- 950 mil toneladas de girassol (11º maior produtor do mundo);
- 934 mil toneladas de alface e chicória;
- 903 mil toneladas de pêssego (4º maior produtor do mundo, somente atrás de China, Itália e Grécia);
- 818 mil toneladas de arroz;
- 725 mil toneladas de couve-flor e brócolis;
- 717 mil toneladas de abóbora;
- 664 mil toneladas de melão;
- 649 mil toneladas de triticale;
- 562 mil toneladas de maçã;
- 492 mil toneladas de caqui (2º maior produtor do mundo, somente atrás da China);
- 388 mil toneladas de centeio (8º maior produtor do mundo);
- 386 mil toneladas de banana;
- 382 mil toneladas de cenoura;
- 344 mil toneladas de morango (6º maior produtor do mundo);
- 339 mil toneladas de amêndoa (2º maior produtor do mundo, somente atrás dos EUA);
- 332 mil toneladas de pera;
- 273 mil toneladas de alho;
- 262 mil toneladas de ervilha seca;
- 238 mil toneladas de beringela;
- 213 mil toneladas de repolho;
- 208 mil toneladas de alcachofra (3º maior produtor do mundo, somente atrás de Itália e Egito);
- 176 mil toneladas de damasco (6º maior produtor do mundo);

Além de produções menores de outros produtos agrícolas.
Mais de metade do rebanho bovino se concentra nas áreas úmidas do norte, enquanto a criação de ovinos se desenvolve na meseta. O gado caprino adapta-se melhor às condições do árido sudeste, e a criação de porcos é comum na Extremadura.

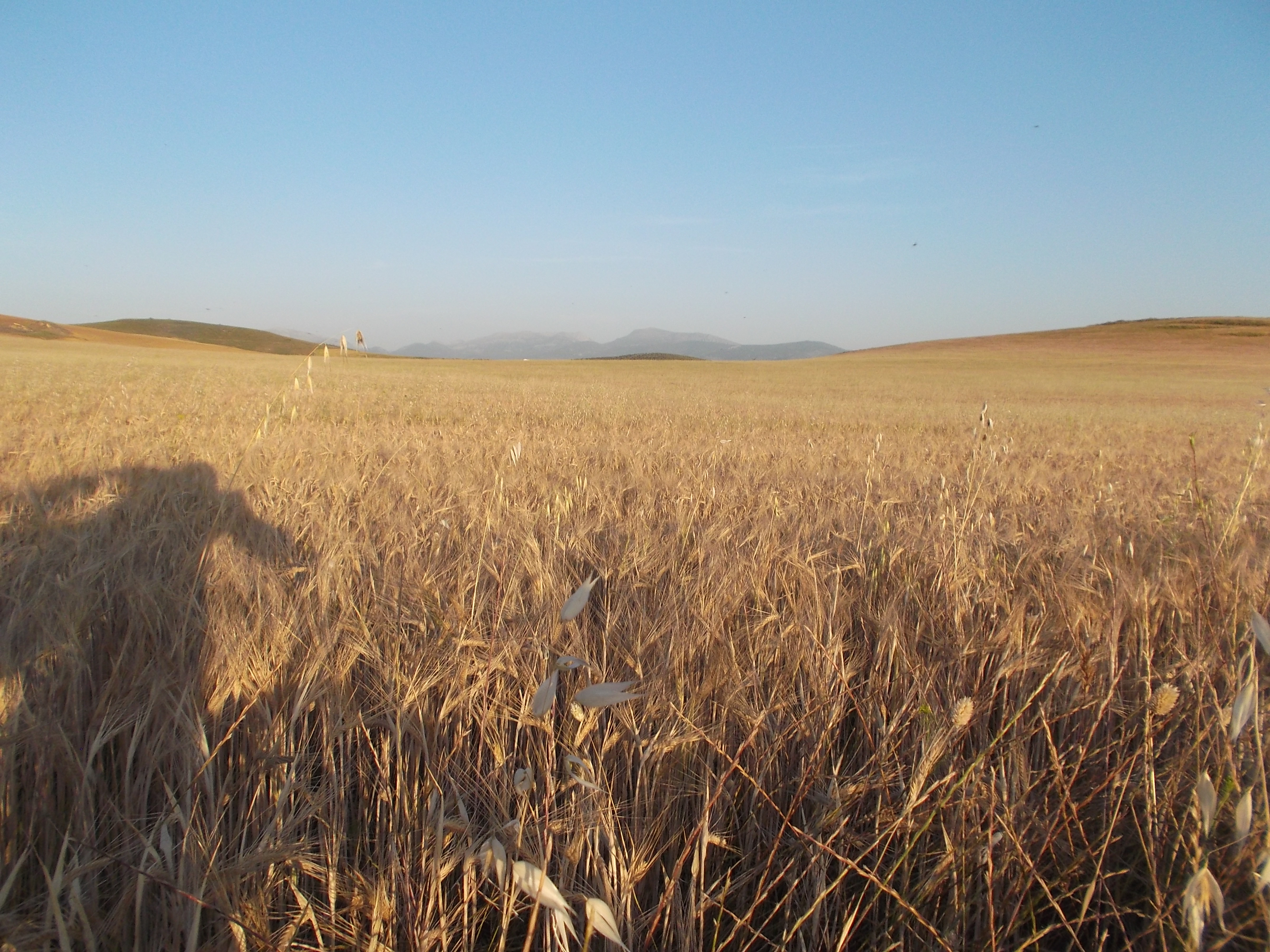
Plantio espanhol de cevada
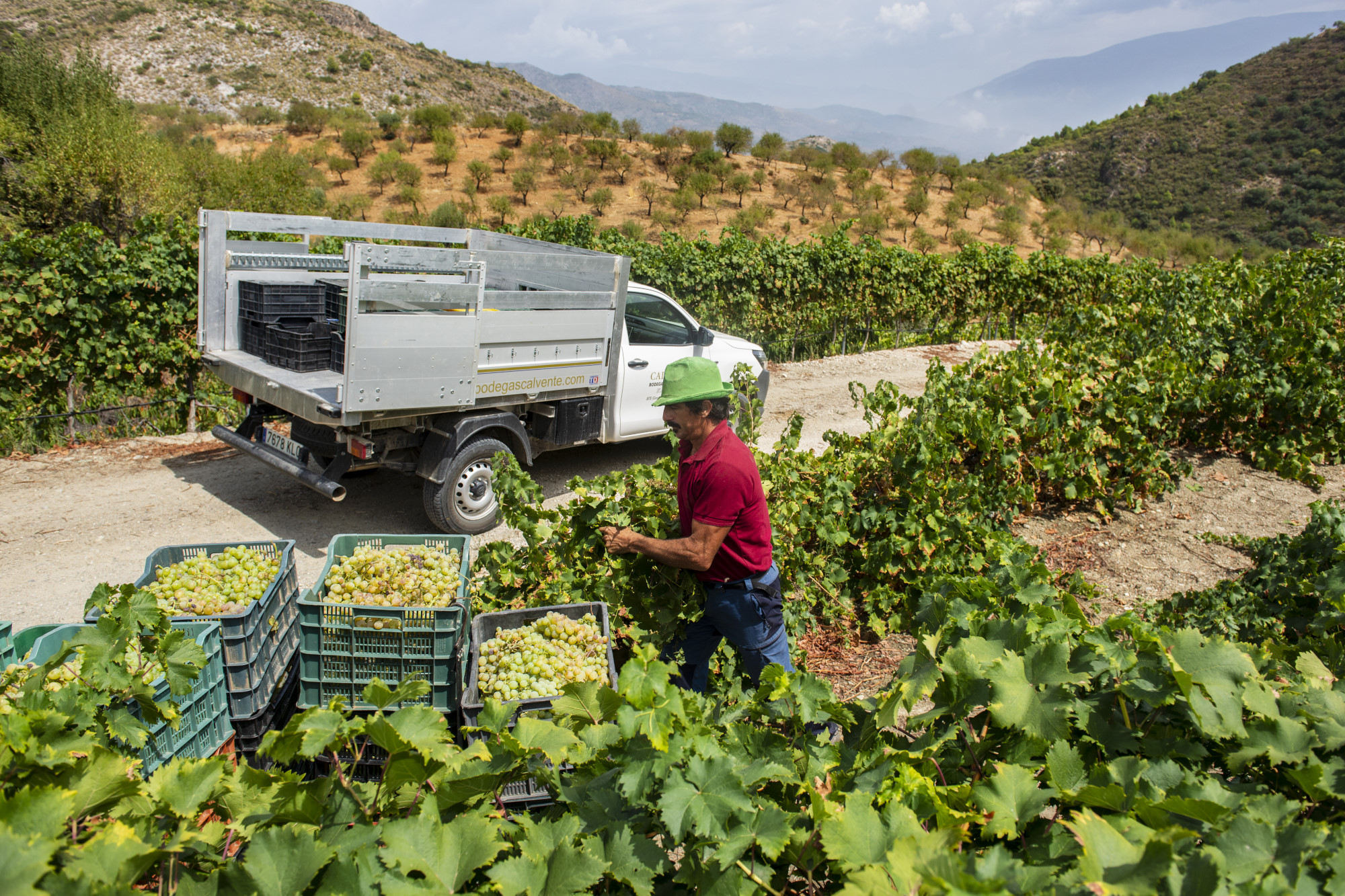
Colheita de uvas em Andaluzia
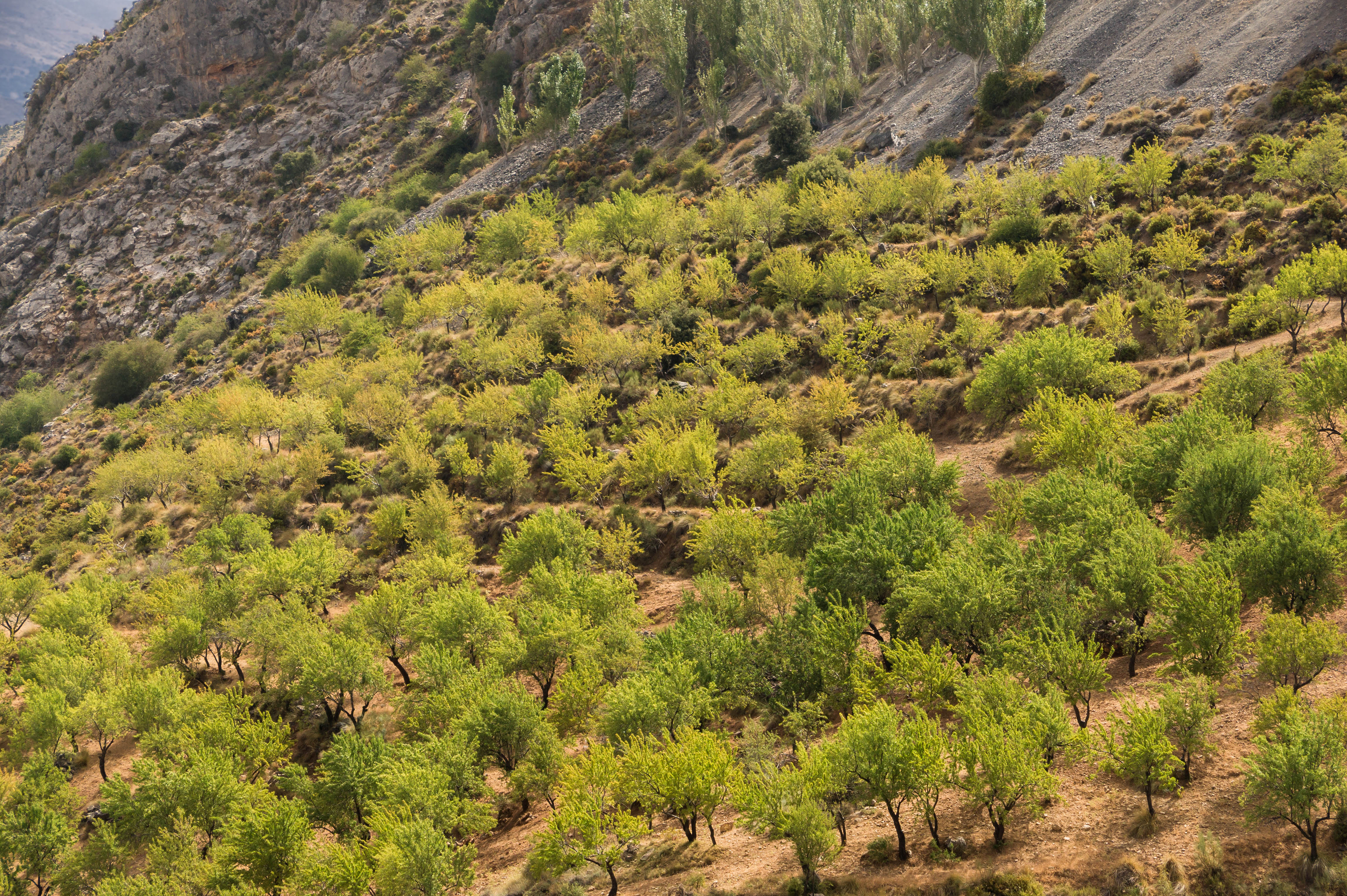
Plantação de amêndoas na Espanha
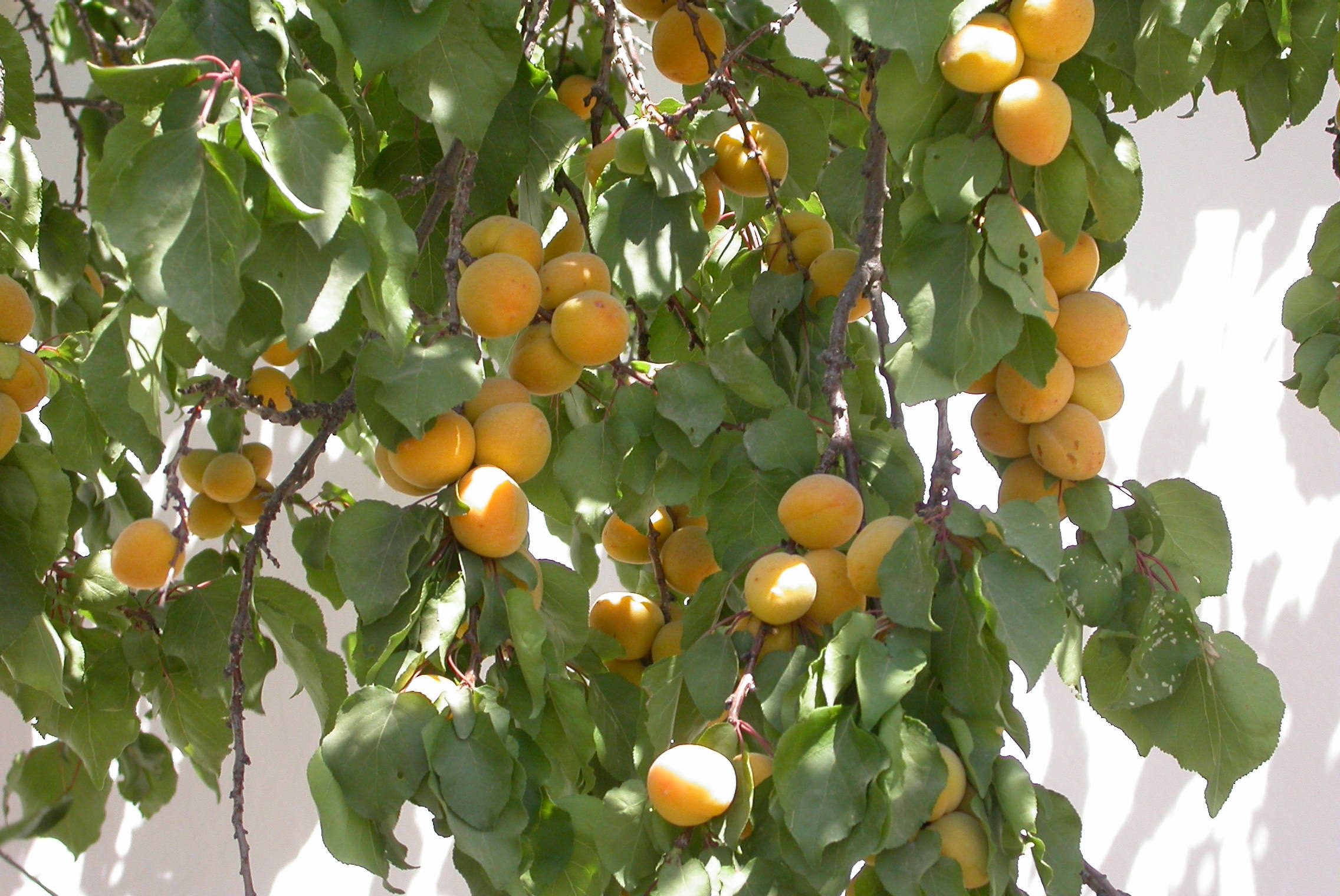
Pé de damasco em Málaga

### Pecuária

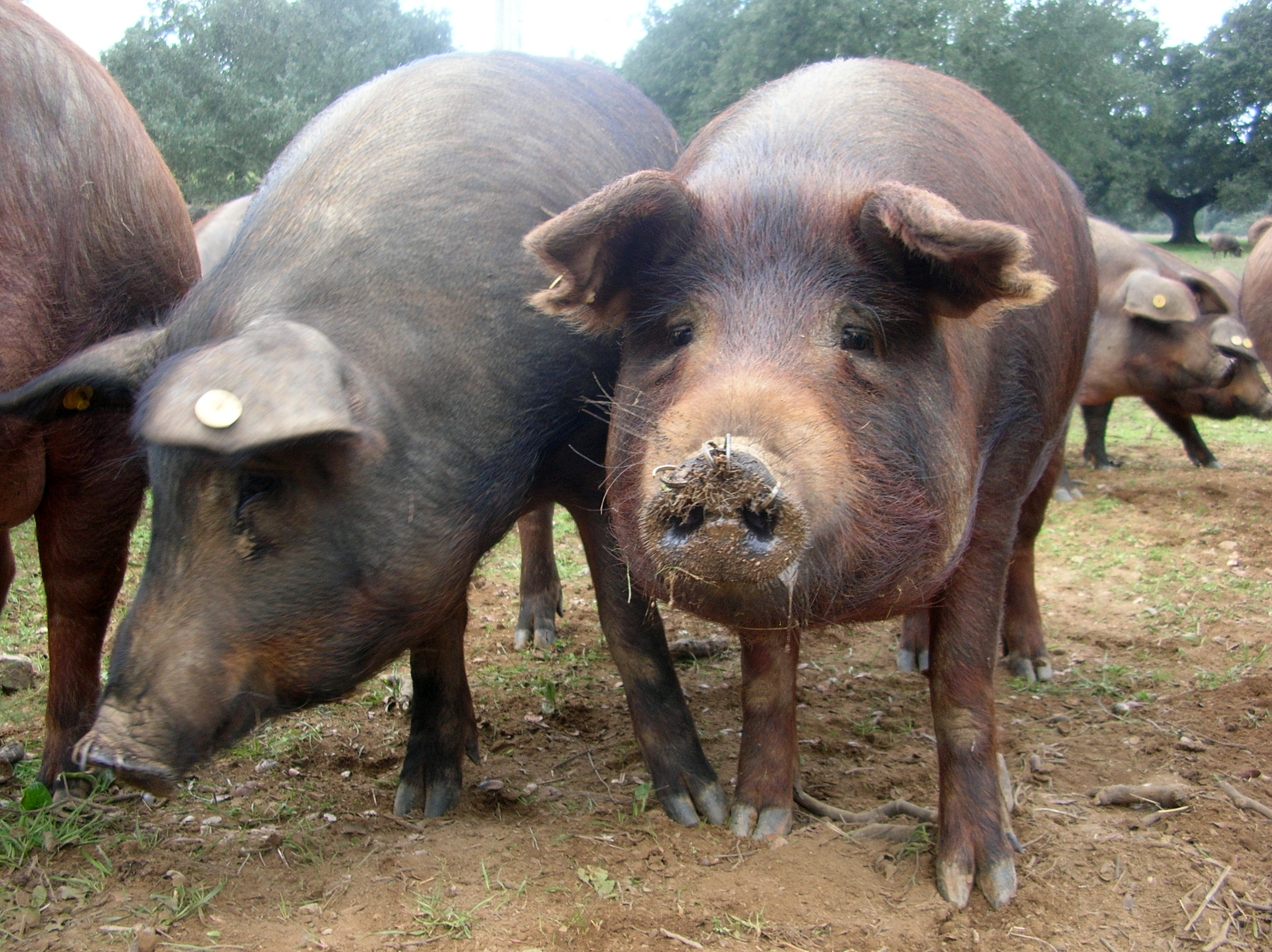
Criação suína na Espanha

Na pecuária, a Espanha foi, em 2019, o 4º maior produtor mundial de carne suína, com uma produção de 4,6 milhões de toneladas; o 22º maior produtor mundial de carne de frango, com uma produção de 1,4 milhões de toneladas; o 22º maior produtor mundial de leite de vaca, com uma produção de 7,4 bilhões de litros; o 19º maior produtor mundial de carne bovina, com uma produção de 695 mil toneladas, entre outros.

### Pesca
Dados de 1993
- 11,3 milhão toneladas

## Setor secundário

### Indústria
- Automobilística.
- Construção naval.
- Eletrônica
- Química.
- transporte.
- Siderúrgica.
- Têxtil.
- Calçados.
- Alimentícia (azeite e vinho).

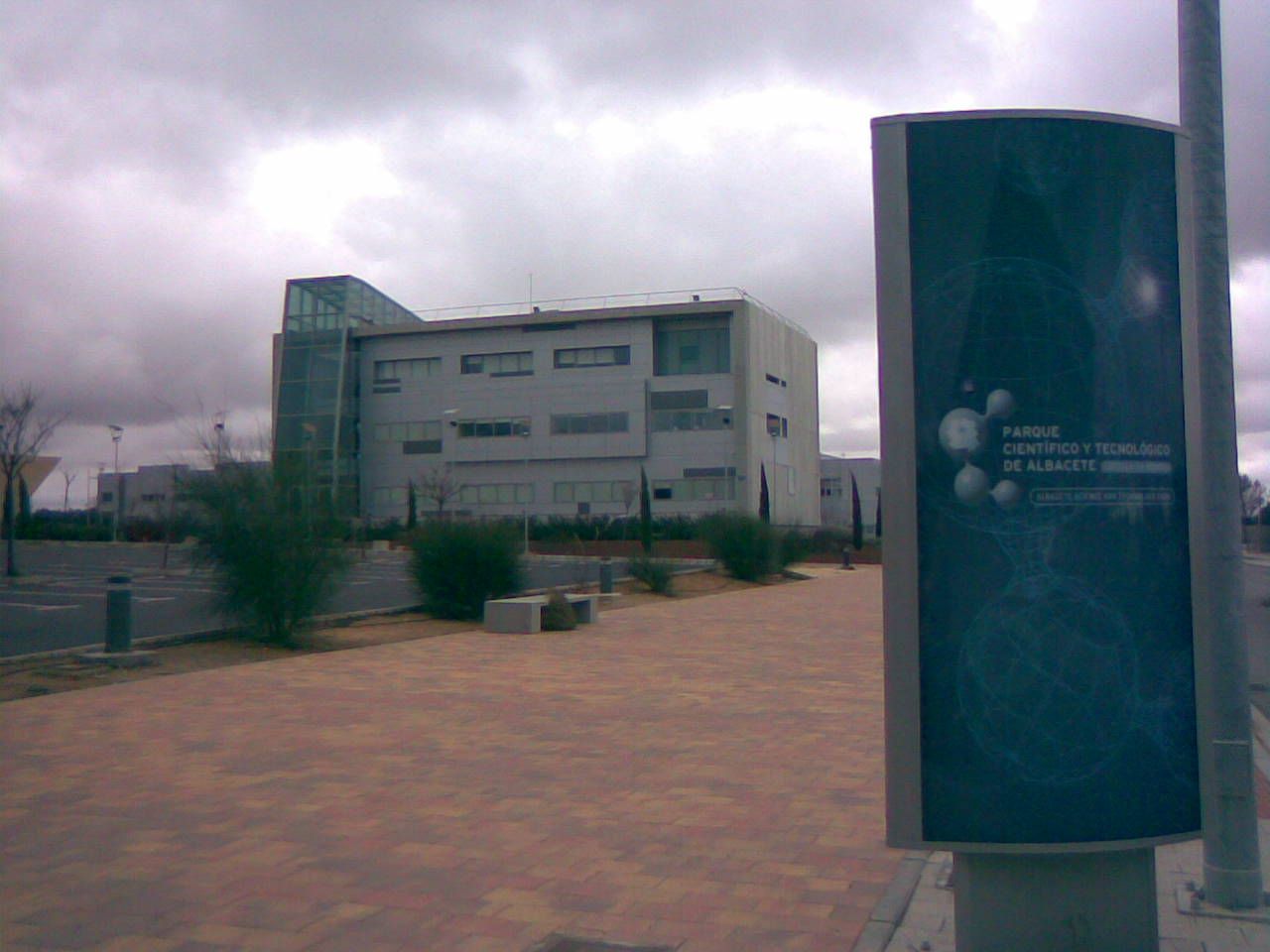
Parque tecnológico em Albacete

O Banco Mundial lista os principais países produtores a cada ano, com base no valor total da produção. Pela lista de 2019, a Espanha tinha a 14ª indústria mais valiosa do mundo (US $ 155,4 bilhões).
Em 2019, a Espanha era a 19ª maior produtora de veículos do mundo (2,8 milhões) e a 17ª maior produtora de aço (3,6 milhões de toneladas). A Espanha é também um dos 5 maiores produtores mundiais de vinho (foi o 3º maior produtor mundial em 2018, atrás apenas da Itália e da França). O país também é o maior produtor mundial de azeite de oliva (1,79 milhão de toneladas em 2018). Também em 2018, foi o 10º maior produtor de cerveja (à base de cevada) do mundo, com 3,83 bilhão de litros.

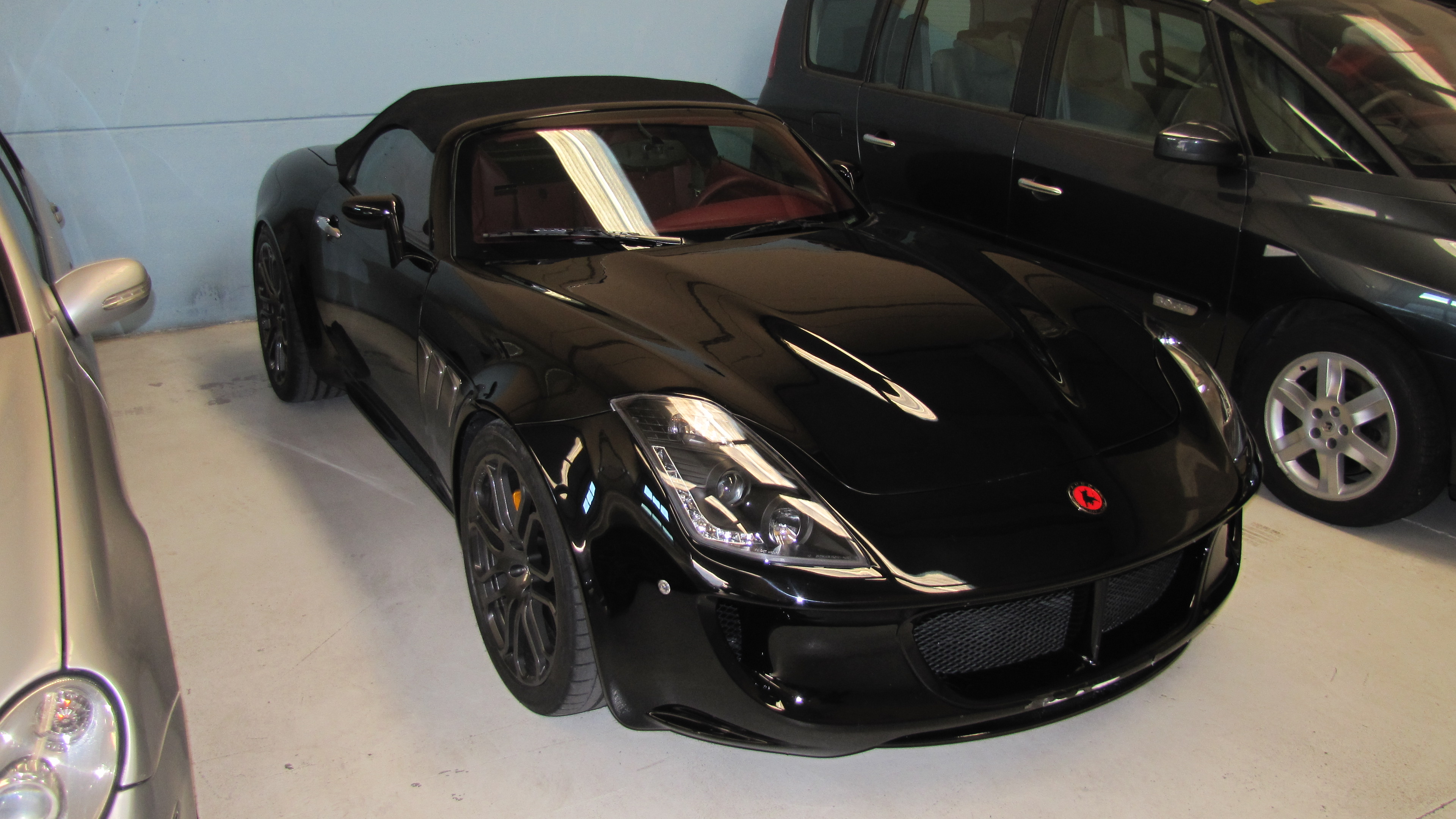
Carro da montadora espanhola Tauro Sport Auto
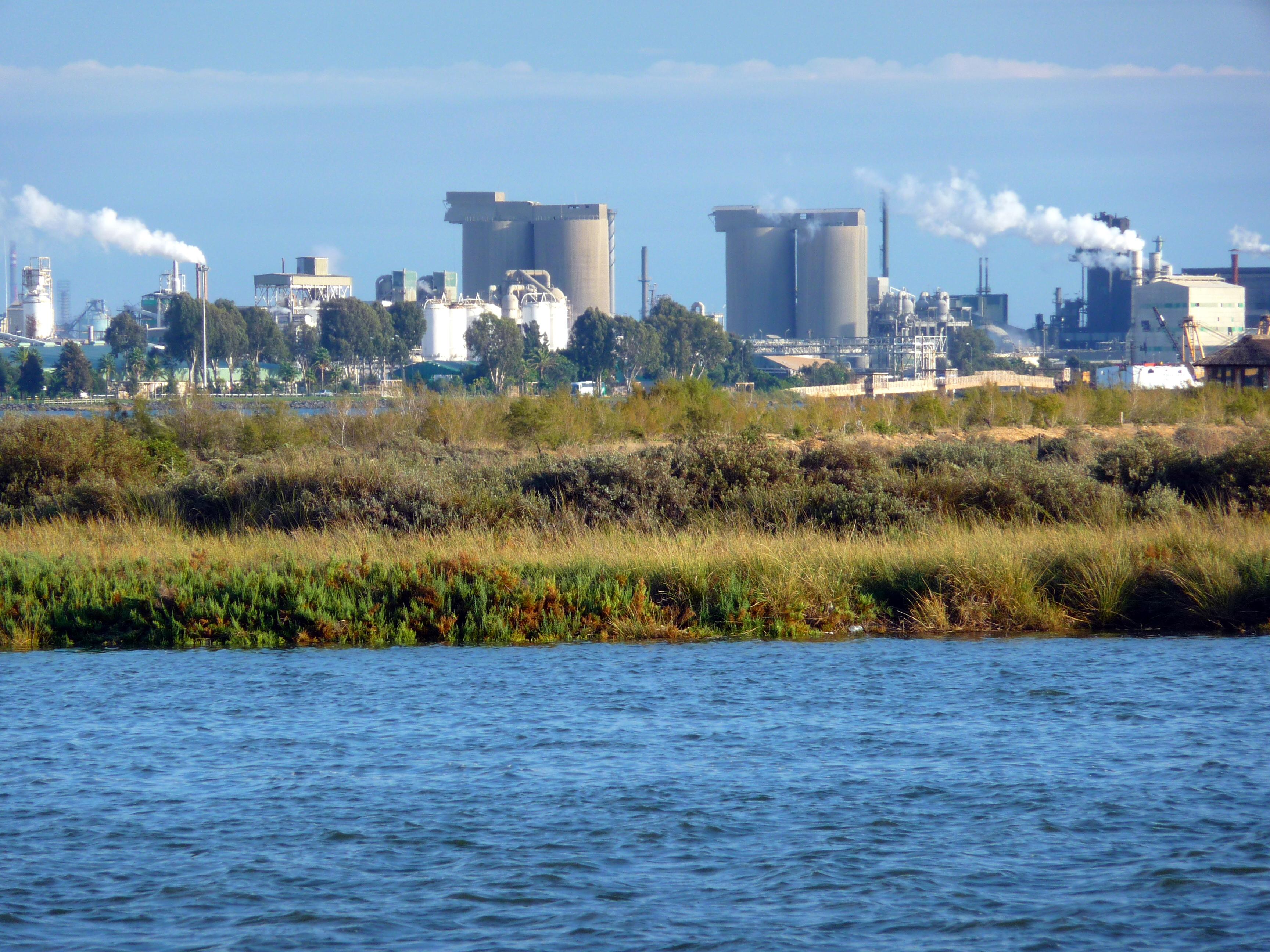
Pólo químico em Huelva
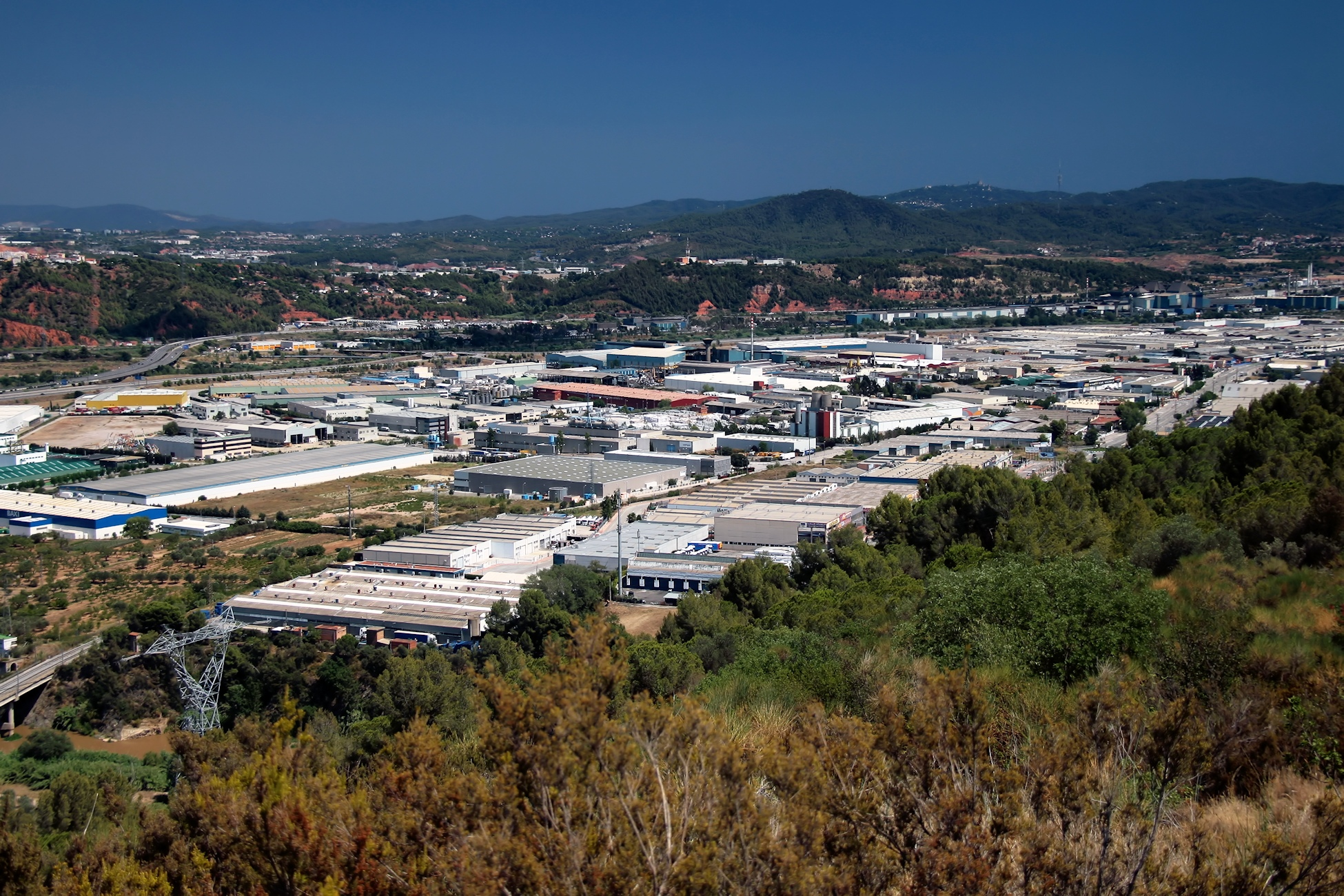
Polígono Industrial Aquiberia, na Catalunha
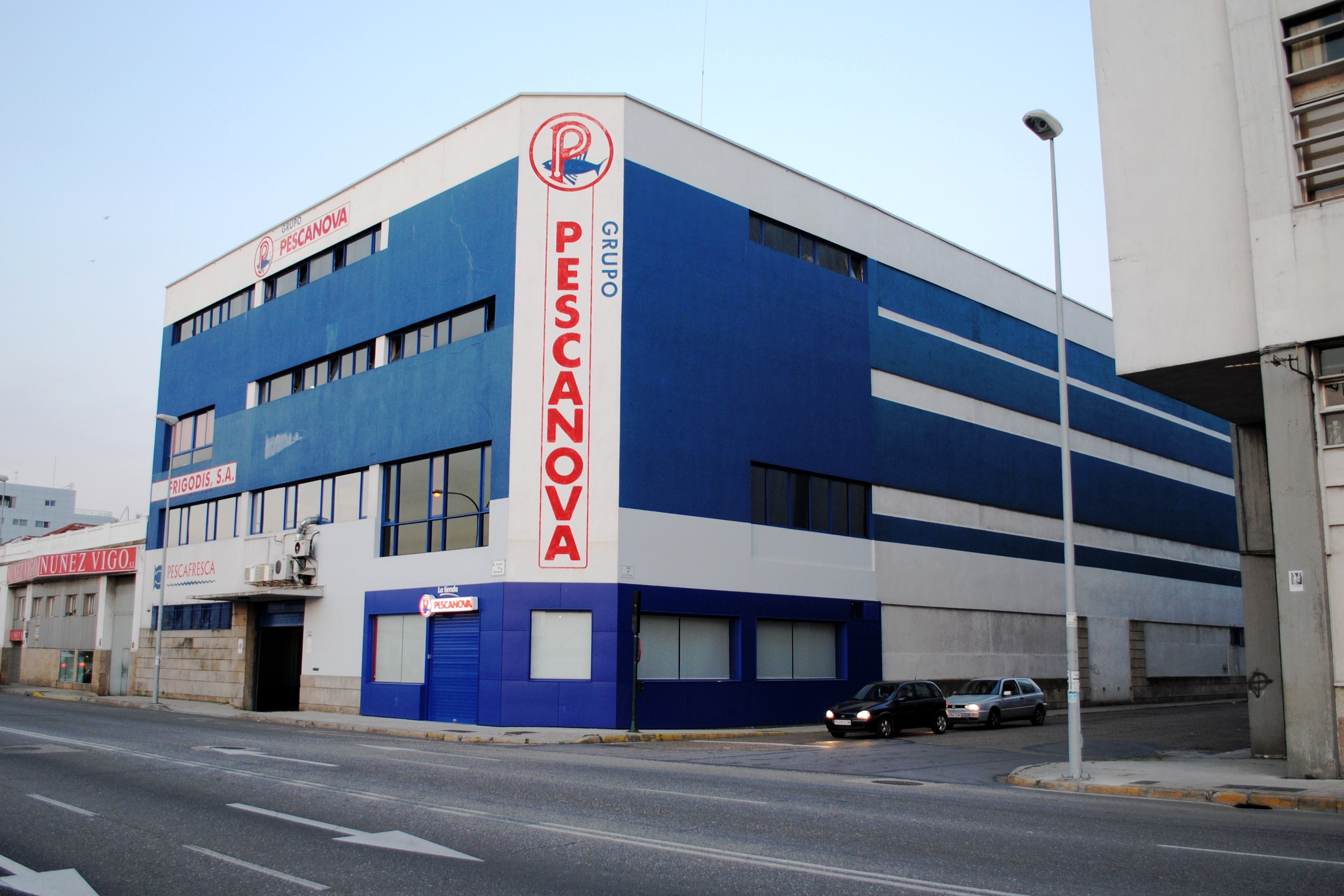
Fábrica de peixes enlatados na Espanha

### Energia

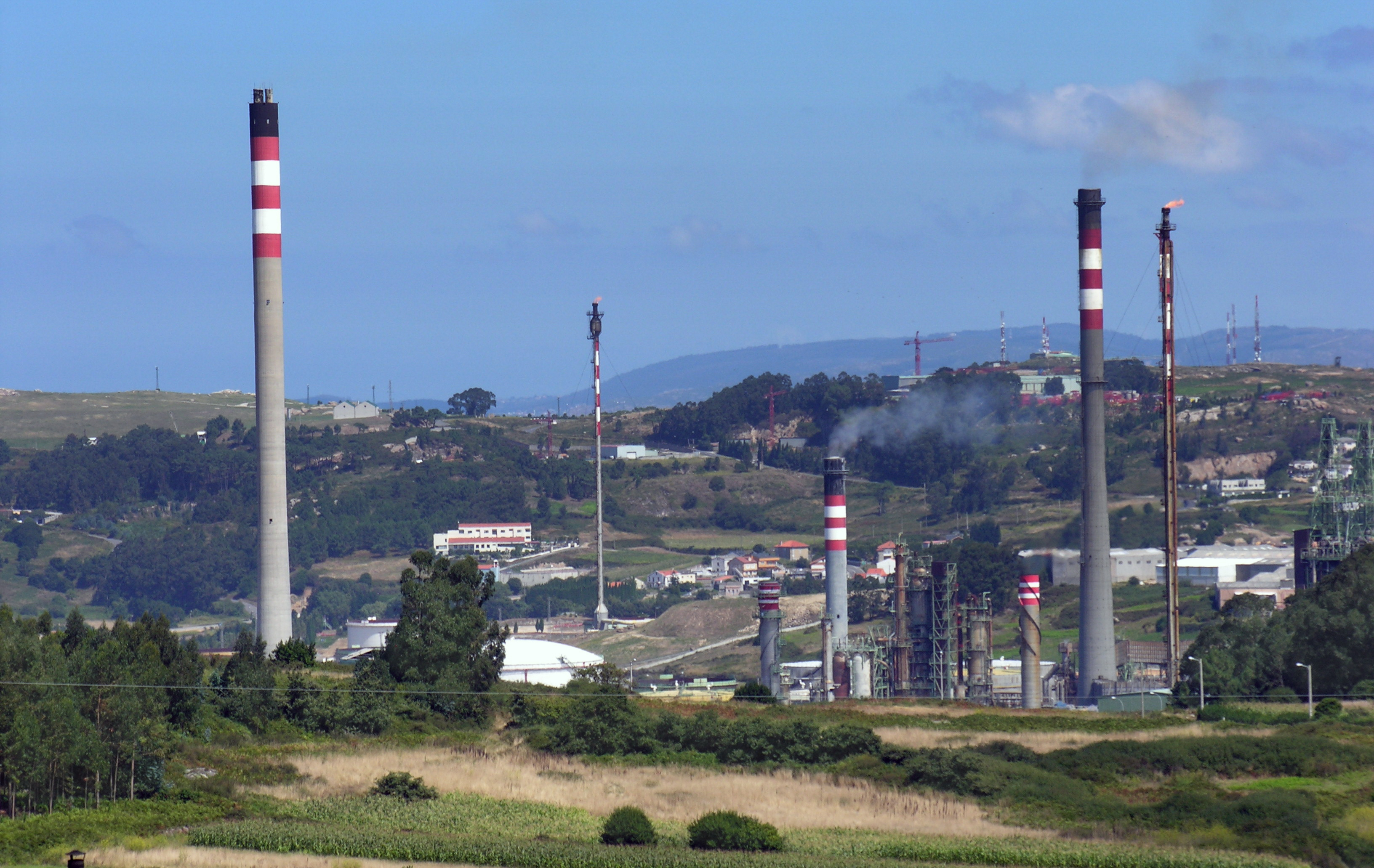
Refinaria da Repsol em La Coruña.

Nas energias não-renováveis, em 2020, o país era o 87º maior produtor de petróleo do mundo, com uma produção quase nula. Em 2019, o país consumia 1,22 milhões de barris/dia (18º maior consumidor do mundo). O país foi o 9º maior importador de petróleo do mundo em 2013 (1,22 milhões de barris/dia). Em 2015, a Espanha era a 84º maior produtora mundial de gás natural, com uma produção quase nula. Em 2010 a Espanha era a 10ª maior importadora de gás do mundo (36,7 bilhões de m³ ao ano), principalmente da Rússia. Na produção de carvão, o país foi o 38º maior do mundo em 2018: 1,7 milhões de toneladas. Em 2019, a Espanha também possuía 7
usinas atômicas em seu território, com uma potência instalada de 7,1 GW.
Nas energias renováveis, em 2020, a Espanha era o 5º maior produtor de energia eólica do mundo, com 27,0 GW de potência instalada, e o 10º maior produtor de energia solar do mundo, com 14,0 GW de potência instalada

### Minérios
Dados de 1992
- Carvão (18,6 milhões t).
- Antracito (14,7 milhões t).
- Petróleo (1 milhão de t).
- Zinco (206 mil t)h.
- Gás natural (48 mil petajoules)
- Outros : gipsita

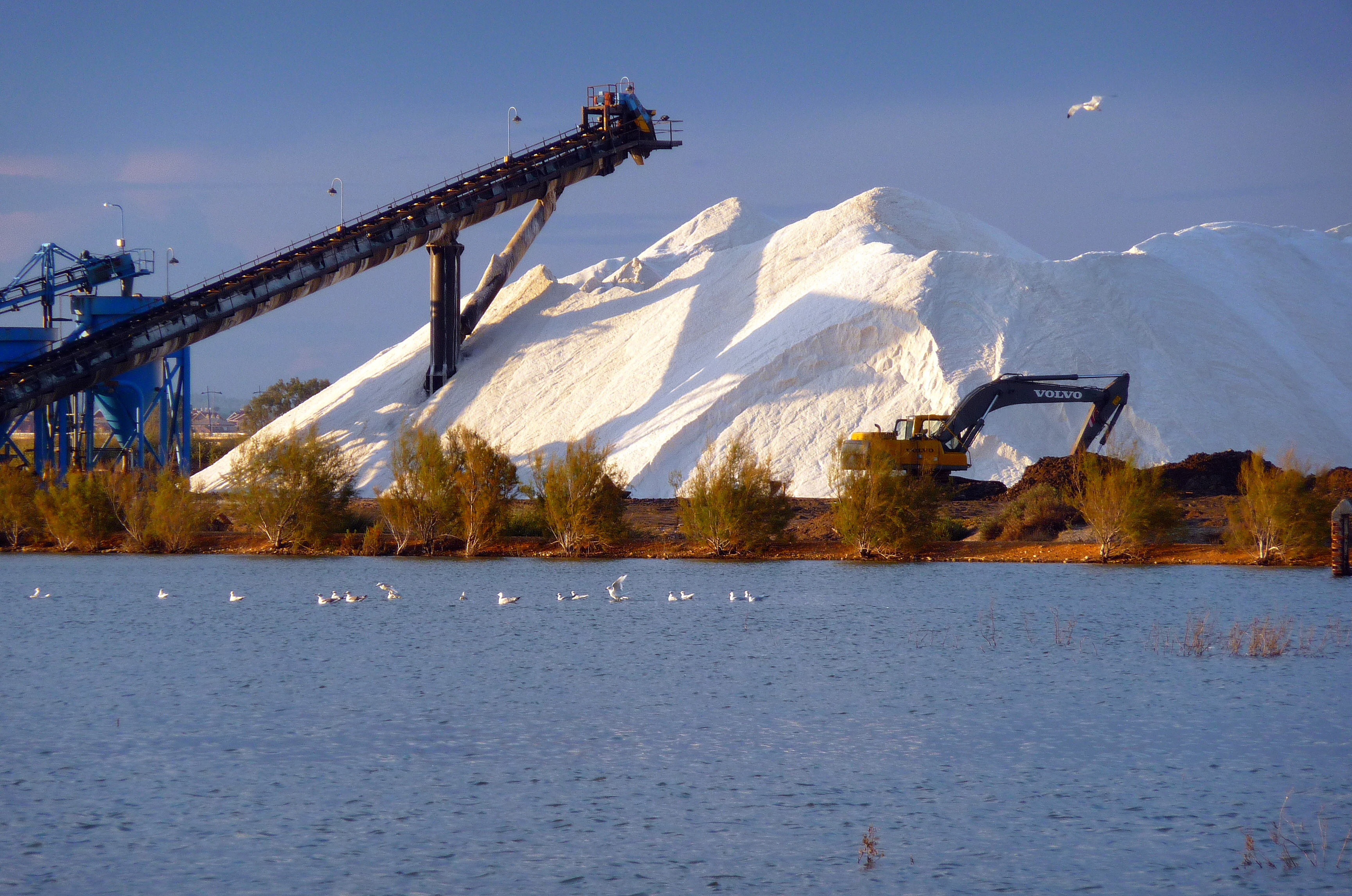
Extração de sal na Espanha

A Espanha não tem uma grande produção mineral: em 2019, seus maiores destaques foram ser o 7º maior produtor de gipsita e o 10º maior produtor mundial de potash (um mineral que contém potássio e é usado como fertilizante), além de ser o 15º maior produtor mundial de sal.

## Turismo
Um dos setores que movimentam a economia da Espanha em grande escala, sem dúvida nenhuma, é o turismo. Em 2018, a Espanha foi o 2º país mais visitado do mundo, com 82,7 milhões de turistas internacionais. As receitas do turismo, neste ano, foram a 2º maior do mundo (US $ 73,7 bilhões, perdendo apenas para os Estados Unidos).

## Comércio exterior

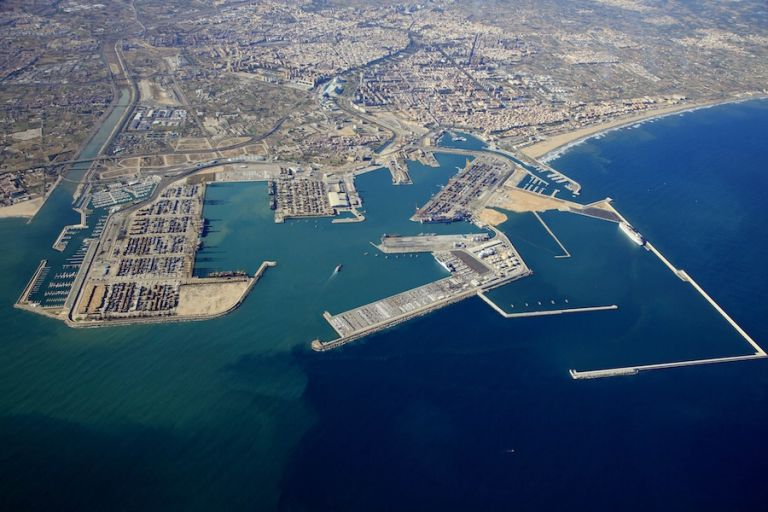
Porto de Valência, o mais importante da Espanha.

Em 2020, o país foi o 16º maior exportador do mundo (US $ 337,2 bilhões em mercadorias, 1,8% do total mundial). Considerando bens e serviços exportados, as exportações foram de US $ 486 bilhões. Já nas importações, em 2019, foi o 14º maior importador do mundo: US $ 375,4 bilhões.